# Euploea microsticta
Euploea microsticta är en fjärilsart som beskrevs av Butler 1878. Euploea microsticta ingår i släktet Euploea och familjen praktfjärilar. Inga underarter finns listade i Catalogue of Life.